# 哈通科查湖 (胡寧大區)
11°56′7″S 75°2′4″W / 11.93528°S 75.03444°W
哈通科查湖（Hatunqucha），是秘魯的湖泊，位於該國中部胡寧大區的萬卡約省，處於安第斯山脈的瓦伊塔帕利亞納山脈地區，毗鄰亞納烏克沙嶺。